# Cantonul La Baule-Escoublac
Cantonul La Baule-Escoublac este un canton din arondismentul Saint-Nazaire, departamentul Loire-Atlantique, regiunea Pays de la Loire, Franța.

## Comune
- La Baule-Escoublac (reședință)
- Pornichet